# Toppserien 2025
Die Toppserie 2025 (norw. Toppserien) ist die 39. Saison der höchsten Frauenfußballliga in Norwegen. Die Saison begann am 21. März 2025 mit der Partie des Aufsteigers FK Bodø/Glimt gegen Røa IL (1:0) und endet am 15. November 2025. Nach dem 14. Spieltag am 19. Juni gab es eine gut siebenwöchige Pause bis zum 4. August wegen der Ausrichtung der Fußball-EM 2025 in der Schweiz.
Als Titelverteidiger ging Vålerenga Oslo in die Saison. Die Absteiger Åsane Fotball und Arna-Bjørnar wurden ersetzt durch Hønefoss BK als Meister der 1. Divisjon 2024 sowie FK Bodø/Glimt, der sich in der Relegation durchsetzte.

## Modus
Der 2023 eingeführte Modus mit einer Dreifachrunde, in der jede Mannschaft dreimal gegen jedes andere Team spielt, wurde beibehalten. Per Losverfahren wird festgelegt, welche Vereine ein Heimspiel mehr haben.
Der Tabellenerste nach drei Runden ist neuer norwegischer Meister und nimmt, wie auch der Tabellenzweite, an der Qualifikation zur UEFA Women’s Champions League der Folgesaison teil. Darüber hinaus qualifiziert sich ein weiterer Klub für den 2025/26 neugeschaffenen UEFA Women’s Europa Cup. Der Tabellenletzte steigt direkt ab in die 1. Divisjon, der Vorletzte spielt in einer Relegation mit Hin- und Rückspiel gegen den Zweiten der 1. Divisjon um einen Startplatz in der Folgesaison der Toppserie.

## Hauptrunde

### Tabelle
| Pl.                    | Verein                | Sp. | S  | U | N  | Tore    | Diff. | Punkte |
| ---------------------- | --------------------- | --- | -- | - | -- | ------- | ----- | ------ |
| 1.                     | SK Brann Kvinner      | 17  | 14 | 2 | 1  | 047:500 | +42   | 44     |
| 2.                     | Rosenborg BK Kvinner  | 18  | 13 | 2 | 3  | 042:160 | +26   | 41     |
| 3.                     | Vålerenga Oslo (M/P)  | 17  | 13 | 1 | 3  | 047:110 | +36   | 40     |
| 4.                     | Lillestrøm SK Kvinner | 18  | 7  | 4 | 7  | 031:290 | +2    | 25     |
| 5.                     | Stabæk FK             | 17  | 7  | 2 | 8  | 018:260 | −8    | 23     |
| 6.                     | Hønefoss BK (N)       | 17  | 5  | 3 | 9  | 014:330 | −19   | 18     |
| 7.                     | Lyn Oslo              | 17  | 4  | 4 | 9  | 019:240 | −5    | 16     |
| 8.                     | FK Bodø/Glimt (N)     | 17  | 5  | 1 | 11 | 011:390 | −28   | 16     |
| 9.                     | Røa IL                | 17  | 3  | 4 | 10 | 013:310 | −18   | 13     |
| 10.                    | Kolbotn IL            | 17  | 3  | 1 | 13 | 014:420 | −28   | 10     |
| Stand: 16. August 2025 |                       |     |    |   |    |         |       |        |

Platzierungskriterien: 1. Punkte – 2. Tordifferenz – 3. geschossene Tore

| (M) | Meister des Vorjahres/Titelverteidiger           |
| (P) | Pokalsieger des Vorjahres                        |
| (N) | Neu/Aufsteiger aus der 1. Divisjon des Vorjahres |

### Kreuztabelle
Die Kreuztabelle stellt die Ergebnisse aller Spiele dar. Die Heimmannschaft ist in der linken Spalte, die Gastmannschaft in der oberen Zeile aufgelistet.
| Heim- / Gastmannschaft | FK Bodø/Glimt | FK Bodø/Glimt | SK Brann Kvinner | SK Brann Kvinner | Hønefoss BK | Hønefoss BK | Kolbotn IL | Kolbotn IL | Lillestrøm SK Kvinner | Lillestrøm SK Kvinner | Lyn Oslo | Lyn Oslo | Rosenborg BK Kvinner | Rosenborg BK Kvinner | Røa IL | Røa IL | Stabæk FK | Stabæk FK | Vålerenga Oslo | Vålerenga Oslo |
| ---------------------- | ------------- | ------------- | ---------------- | ---------------- | ----------- | ----------- | ---------- | ---------- | --------------------- | --------------------- | -------- | -------- | -------------------- | -------------------- | ------ | ------ | --------- | --------- | -------------- | -------------- |
| FK Bodø/Glimt          | —             | —             | 0:3              | –                | 1:2         | –           | 3:1        | :          | 0:4                   | –                     | 2:1      | :        | 0:4                  | :                    | 1:0    | –      | 0:4       | –         | 0:3            | :              |
| SK Brann Kvinner       | 4:0           | :             | —                | —                | 2:0         | :           | 7:0        | –          | 1:1                   | –                     | 0:1      | :        | 3:0                  | :                    | 5:0    | :      | 3:0       | –         | 2:1            | –              |
| Hønefoss BK            | 0:1           | :             | 0:3              | –                | —           | —           | 2:0        | –          | 2:1                   | :                     | 1:0      | :        | 2:3                  | –                    | 2:1    | –      | 0:1       | :         | 0:4            | :              |
| Kolbotn IL             | 1:2           | –             | :                | :                | 3:1         | :           | —          | —          | 0:2                   | –                     | 1:0      | –        | 2:5                  | :                    | 2:0    | :      | 0:1       | :         | 1:6            | –              |
| Lillestrøm SK Kvinner  | 4:0           | :             | 0:3              | :                | 5:1         | –           | 1:1        | :          | —                     | —                     | 2:0      | :        | 1:2                  | –                    | 1:2    | –      | 1:1       | –         | 0:1            | –              |
| Lyn Oslo               | 0:0           | –             | 0:0              | –                | 1:1         | –           | 2:1        | :          | 2:3                   | –                     | —        | —        | :                    | :                    | 1:0    | :      | 6:0       | :         | 1:1            | –              |
| Rosenborg BK Kvinner   | 2:1           | –             | 0:2              | –                | 0:0         | :           | 1:0        | –          | 5:0                   | 4:1                   | 3:0      | –        | —                    | —                    | 4:1    | :      | 3:0       | :         | 2:0            | :              |
| Røa IL                 | :             | :             | 2:5              | –                | 0:0         | :           | 2:1        | –          | 1:1                   | :                     | 2:1      | –        | 1:1                  | –                    | —      | —      | 0:0       | :         | 0:1            | –              |
| Stabæk FK              | 2:0           | :             | 0:1              | :                | :           | –           | 1:0        | –          | 2:3                   | :                     | 4:1      | –        | 0:3                  | –                    | 2:1    | –      | —         | —         | 0:2            | :              |
| Vålerenga Oslo         | 4:0           | –             | 0:3              | :                | 7:0         | –           | 6:0        | :          | :                     | :                     | 3:2      | :        | 2:0                  | –                    | 3:0    | :      | 2:0       | –         | —              | —              |
| Stand: 16. August 2025 |               |               |                  |                  |             |             |            |            |                       |                       |          |          |                      |                      |        |        |           |           |                |                |

## Relegation
In der Relegation trifft der Vorletzte der Toppserie auf den Zweitplatzierten der 1. Divisjon.
| Datum   |  | Gesamt |  | Hinspiel | Rückspiel |
| ------- |  | ------ |  | -------- | --------- |
| 11.2025 |  | –:–    |  | –:–      | –:–       |